# Oknoplast
Oknoplast – polskie przedsiębiorstwo, założone w 1994 roku w Krakowie, produkujące okna PVC, dodatki okienne, drzwi zewnętrzne, rolety i wyroby z aluminium.

## Opis
Spółka posiada dwa zakłady produkcyjne w Polsce i dwa w Hiszpanii. Siedziba przedsiębiorstwa znajduje się w Ochmanowie koło Krakowa (na terenie specjalnej strefy ekonomicznej). Znajduje się tam centrum logistyczno-biurowe, kompleks produkcyjny o powierzchni 38,1 tys. m². 
Oknoplast posiada sieć handlową skupiającą ponad 1520 partnerów na terenie Polski, Włoch (posiada tam sieć ponad 550 sklepów współpracujących w dystrybucji) Austrii, Czech, Słowacji, Węgier, Szwajcarii, Słowenii, Niemiec i Francji.
Przedsiębiorstwo współpracuje z niemiecką firmą VEKA – producentem profili PVC oraz austriackim MACO – producentem okien, okuć okiennych oraz akcesoriów do drzwi.
W 2024 roku udział eksportu w strukturze sprzedaży przedsiębiorstwa wynosił 88%. Na eksport trafiały okna pod markami: Oknoplast, WnD, Aluhaus, Hermet10, Catadi i SKYVI.
Twarzą marki Oknoplast jest m.in. Nina Seničar – miss Jugosławii z 2000 roku.

## Historia
- 1994 – powstanie firmy „Przedsiębiorstwo Produkcyjne OKNOPLAST – Kraków Sp. z o.o.”, z siedzibą w Krakowie; rozpoczęcie produkcji okien i drzwi z PVC
- 1997 – rozpoczęcie produkcji stolarki aluminiowej
- 2000 – przeniesienie firmy z Krakowa do strefy ekonomicznej w Ochmanowie, gmina Niepołomice
- 2005 – rozpoczęcie sprzedaży eksportowej
- 2009 – rozpoczęcie produkcji rolet z PVC i aluminium
- 2010 – zmiana nazwy firmy z „Przedsiębiorstwa Produkcyjnego OKNOPLAST – Kraków Sp. z o.o.” na „OKNOPLAST Sp. z o.o.”
- 2012 – Oknoplast został sponsorem włoskiego klubu piłkarskiego Inter Mediolan[14][15][16][17]
- 2012 – rozpoczęcie produkcji szyb

## Sponsoring
Od stycznia 2012 Oknoplast jest sponsorem klubu piłkarskiego Inter Mediolan – przedsiębiorstwo spod Krakowa m.in. może posługiwać się logotypem „Top Sponsor Interu Mediolan” i zdjęciem piłkarzy we wszystkich swoich materiałach reklamowych. W pierwszej połowie maja 2013 przedsiębiorstwo przedłużyło umowę sponsoringową z Interem Mediolan – będzie top sponsorem Interu do końca sezonu 2014/2015.
W sierpniu 2013 roku Oknoplast podpisał umowę z niemieckim klubem Borussia Dortmund. Na mocy tej umowy Oknoplast posługuje się tytułem oficjalnego partnera niemieckiej drużyny oraz ma prawo do wykorzystania wizerunku piłkarzy Borussii na materiałach promocyjnych.
Od lipca 2013 roku Oknoplast jest sponsorem francuskiego Olympique Lyon. Logo firmy pojawiło się na koszulkach francuskiej drużyny, a w czasie meczu na telebimach oraz bandach Stade de Gerland są wyświetlane reklamy przedsiębiorstwa. Oknoplast uzyskał tytuł Major Sponsor Olympique Lyon, co oznacza, że znalazł się w gronie głównych sponsorów francuskiego klubu.
Od 1 marca 2013 roku przedsiębiorstwo jest głównym sponsorem klubu koszykarskiego Virtus Bolonia, który zmienił nazwę na Oknoplast Bolonia.
Od września 2010 roku Oknoplast jest sponsorem drużyny piłkarskiej MKS Puszcza Niepołomice.
Oknoplast regularnie i długoterminowo wspiera działalność Stowarzyszenia Siemacha.

## Wybrane nagrody i wyróżnienia
- 2019: Medal 100-lecia Odzyskania Niepodległości[28]
- Lider Rynku – wielokrotny laureat konkursu[29]
- TOP Builder 2011 – wyróżnienie przyznawane przez Radę Programową i Redakcję miesięcznika Builder (za okno Platinium Evolution)[30]
- Diamenty Forbesa 2010 – nagroda dla firm które najbardziej dynamicznie zwiększały swoją wartość[31]
- Teraz Polska – dwukrotnie: w 2010 roku dla linii okien Platinium w kategorii „Najlepszy Produkt” oraz w 2013 roku za okno energooszczędne Winergetic Premium[32].